# Junulara E-Semajno
Junulara E-Semajno of JES is een Esperanto-jeugdbijeenkomst georganiseerd door de Duitse Esperanto-Jongeren (GEJ) en de Poolse Esperanto-Jongeren (PEJ) aan het einde van elk jaar in een andere stad in Centraal-Europa, beginnend in 2009-10.
De bijeenkomst vervangt de voormalige Internacia Seminario en Ago-Semajno, twee Esperanto-bijeenkomsten gericht op jongeren die sinds het begin van het eerste decennium in de 21e eeuw overlappen; de eerste werd georganiseerd door de Duitse Esperanto-Jongeren, terwijl de laatste werd georganiseerd door de Poolse Esperanto-Jongeren en Varsovia Vento.

## Lijst van weken
| Nummer | Datums                          | Stad           | Land      |
| ------ | ------------------------------- | -------------- | --------- |
| 11     | 27 december 2019-3 januari 2020 | Głuchołazy     | Polen     |
| 10     | 28 december 2018-4 januari 2019 | Storkow        | Duitsland |
| 9      | 26 december 2017-2 januari 2018 | Szczecin       | Polen     |
| 8      | 28 december 2016-4 januari 2017 | Langwedel      | Duitsland |
| 7      | 27 december 2015-3 januari 2016 | Eger           | Hongarije |
| 6      | 28 december 2014-4 januari 2015 | Weißwasser     | Duitsland |
| 5      | 28 december 2013-4 januari 2014 | Szczawno Zdrój | Polen     |
| 4      | 28 december 2012-4 januari 2013 | Naumburg       | Duitsland |
| 3      | 27 december 2011-1 januari 2012 | Gdańsk         | Polen     |
| 2      | 27 december 2010-2 januari 2011 | Burg           | Duitsland |
| 1      | 26 december 2009-3 januari 2010 | Zakopane       | Polen     |